# Gemma Chan
Gemma Chan (Londres, 29 de novembre de 1982) és una actriu i model anglesa. És coneguda per aparèixer en diverses pel·lícules com Exam, Fantastic Beasts and Where to Find Them, Crazy Rich Asians i Eternals i a sèries com Death in Paradise, Humans o Dates.

## Primers anys
Gemma Chan va néixer a Londres, Anglaterra. El seu pare era un enginyer que va créixer a Hong Kong i la seva mare era farmacèutica i es va criar a Greenock, Escòcia, després que els seus pares emigraren de Hong Kong.
Va créixer al districte londinenc de Bromley, va assistir a la Newstead Wood School for Girls a Orpington, Londres i va estudiar dret al Worcester College d'Oxford. Després de graduar-se, va obtenir una oferta de contracte de formació com a graduada al despatx d'advocats Slaughter and May, però la va rebutjar per estudiar al Drama Centre de Londres i seguir una carrera d'actriu.

## Carrera
Chan va ocupar diversos papers secundaris a la televisió, com a Doctor Who, Sherlock, Secret Diary of a Call Girl, Fresh Meat, Bedlam i True Love. També va aparèixer a pel·lícules independents Exam, Submarine i Belles Familles. Chan va actuar a l'estrena britànica de Yellow Face al Park Theatre i a Our Ajax al Southwark Playhouse.
També ha tingut papers secundaris a Jack Ryan: Shadow Recruit, Fantastic Beasts and Where to Find Them i Transformers: The Last Knight. Va protagonitzar un antropomorf servil a la sèrie de ciència-ficció Humans amb elogis de la crítica. Va obtenir un reconeixement generalitzat per interpretar a Astrid Leong-Teo a la comèdia romàntica de Jon M. Chu Crazy Rich Asians, que es va convertir en un èxit de crítica i comercial. Chan, juntament amb el conjunt, van ser nominats per al Screen Actors Guild Award al millor repartiment en una pel·lícula. Va interpretar a Bess of Hardwick al drama històric Mary Queen of Scots i va donar veu a l'antagonista Namaari a la pel·lícula d'animació de Disney Raya and the Last Dragon. Ha interpretat a Minn-Erva a Captain Marvel i a Sersi a Eternals, ambdues de l'Univers Cinematogràfic de Marvel.
Chan repetirà el seu paper a les dues seqüeles de Crazy Rich Asians: Xina Rich Girlfriend i Rich People Problems. Va aparèixer a la sèrie d'Apple TV+ Extrapolations. També va tenir un paper de veu a la versió de doblatge en anglès de la pel·lícula d'animació japonesa de Hayao Miyazaki The Boy and the Heron (2023). Chan apareix al thriller psicològic Don't Worry Darling dirigit per Olivia Wilde i apareix a la pel·lícula de ciència-ficció The Creator dirigida per Gareth Edwards.
Chan protagonitzarà la pròxima pel·lícula de Duke Johnson The Actor, basada en la novel·la Memory de Donald E. Westlake.

## Activisme
Gemma Chan va viatjar amb Save the Children al Líban per conèixer nens refugiats sirians el 2017. El 2018 es va associar amb Moët & Chandon per donar suport a Help Refugees UK. Es va oferir voluntària a Cook-19, una organització que ofereix menjars als treballadors clau, durant la pandèmia de la COVID-19. Chan dona suport a UNICEF UK des del 2015 i va viatjar a Jamaica per conscienciar sobre la violència domèstica amb l'organització el 2019. Va participar a Soccer Aid per recaptar fons per a l'organització benèfica el 2019, va participar en les commemoracions del Dia Mundial de la Infància el 2020 i va ser nomenada com a celebritat ambaixadora d'UNICEF al Regne Unit el 2021.
En resposta als atacs xenòfobs i racistes contra immigrants asiàtics durant la pandèmia de la COVID-19, Chan va defensar el moviment #StopAAPIhate i la campanya de recaptació de fons. El maig de 2021 Chan va llançar la campanya #StopESEAHate per ajudar les víctimes de crims d'odi a l'est i el sud-est asiàtic.

## Vida privada
Chan va sortir amb el còmic anglès Jack Whitehall del 2011 al 2017. Va començar una relació amb l'actor anglès Dominic Cooper el 2018. Resideixen junts a Londres.
Chan i la seua parella Dominic Cooper van participar en la People's Vote March, expressant el seu suport a un segon referèndum sobre el Brexit, l'octubre de 2018. Ha criticat tant el partit conservador com els laboristes pels seus processos en l'elecció del lideratge.